# (73640) Biermann
(73640) Biermann – planetoida z grupy pasa głównego asteroid okrążająca Słońce w ciągu 4 lat i 75 dni w średniej odległości 2,6 j.a. Została odkryta 5 września 1977 roku w Europejskim Obserwatorium Południowym przez Hansa-Emila Schustera. Nazwa planetoidy pochodzi od Ludwiga Biermanna (1907-86), niemieckiego astronoma. Przed nadaniem nazwy planetoida nosiła oznaczenie tymczasowe (73640) 1977 RM.